# Campanophyllum proboscideum
Campanophyllum proboscideum är en svampart som först beskrevs av Elias Fries, och fick sitt nu gällande namn av Cifuentes & R.H. Petersen 2003. Campanophyllum proboscideum ingår i släktet Campanophyllum och familjen Cyphellaceae.   Inga underarter finns listade i Catalogue of Life.